# Canton de Frankenmuth
 (juin 2019).
Le Canton de Frankenmuth est un civil township (canton civil) du Comé de Saginaw, dans l'État américain du Michigan. Au recensement de 2010, sa population était de 1 959 habitants. La ville de Frankenmuth est située à l'intérieur du canton où sont effectués les enquêtes, mais celle-ci reste autonome sur le plan administratif.

## Communautés
- Gera est un secteur non constitué en municipalité situé dans le canton le long de la route S. Gera Road (M-83) au croisement avec Huron et Eastern Railway au Sud de Bradley Road et au Nord de King Road[1],[2]. Un bureau de poste a fonctionné du 23 Avril 1894 au 30 Avril 1954[3]. Gera s'appelait à l'origine Frankenmuth Station.[4]

## Géographie
Selon le Bureau du recensement des États-Unis, le canton a une superficie totale de 32,7 miles carrés (85 km²), dont 32,5 miles carrés (84 km²) sont des terres et 0,2 mile carré (0,52 km²) (0,49%) sont des eaux.

## Données démographiques
Selon le recensement de 2000, 2 049 personnes, 728 ménages et 607 familles résidaient dans le canton. La densité de population était de 63,1 par mille carré (soit 24,3 par km²). Il y avait 746 unités de logement à une densité moyenne de 23 par mille carré (soit 8,9 par km²). La composition raciale du canton était la suivante: 97,76 % de Blancs, 0,54 % d’ Afro-Américains, 0,10 % d’Amérindiens, 0,20% d’Asiatiques, 0,29 % d’autres races et 1,12 % de deux races ou plus. Les Hispaniques ou les Latino-Américains, toute races confondues, représentaient 2,15 % de la population.
Il y avait 728 ménages, dont 35,6 % avaient des enfants de moins de 18 ans vivant avec eux, 77,3 % étaient des couples mariés vivant ensemble, 3,7 % avaient une femme au foyers sans mari et 16,5 % n'étaient pas des familles. 15 % de tous les ménages étaient composés d'une seule personne et 8,2 % comptaient une personne seule âgée de 65 ans ou plus. La taille moyenne des ménages était de 2,79 et celle des familles de 3,09.
Dans le canton, la population était répartie comme suit : 27 % de moins de 18 ans, 6,1% de 18 à 24 ans, 23,7 % de 25 à 44 ans, 29,3 % de 45 à 64 ans et 13,8 % âgés de 65 ans ou plus. L'âge médian était de 41 ans. Pour 100 femmes, il y avait 102,3 hommes. Pour 100 femmes de 18 ans et plus, il y avait 101,8 hommes.
Le revenu médian d'un ménage du canton était de 61 480 $ et celui d'une famille était de 66 042 $. Le revenu médian des hommes était de 43 929 $ contre 31 027 $ pour les femmes. Le revenu par habitant du canton était de 25 833 $. Environ 2,2 % des familles et 3,5 % de la population vivaient sous le seuil de pauvreté, dont 1,8 % des moins de 18 ans et 7 % des 65 ans et plus.